# Final Destination (phim)
Final Destination (nghĩa gốc: "Điểm đến cuối cùng", tạm dịch: Số phận an bài) là một phim thuộc thể loại kinh dị nói về một nhóm học sinh "lừa gạt thần chết" bằng cách ngăn ngừa một vụ nổ máy bay nhưng sau đó từng người phải trả một cái giá rất đắt bằng mạng sống của mình. Cốt truyện được dựa trên một tập trong bộ phim truyền hình The X-Files nhưng chưa sử dụng đến (tác giả: James Wong đồng thời cũng là nhà biên kịch, sản xuất, và đạo diễn cho bộ phim truyền hình này) và có những điểm tương đồng với một tập phim trong loạt phim truyền hình The Twilight Zone mang tên Twenty-Two. Phim này được phân phối bởi nhà sản xuất New Line Cinema. DVD của bộ phim được phát hành vào ngày 26 tháng 9 năm 2000.
Phim này là phần đầu tiên trong loạt phim Final Destination được nối tiếp bằng Final Destination 2 (2003), Final Destination 3 (2006), Final Destination 4 (2009) và Final Destination 5 (2011), Final Destination Bloodlines (2025).

## Nội dung
Trong chuyến đi với lớp mình đến Paris, Học sinh Trung học Alex Browning (diễn bởi Devon Sawa) có một điềm báo rằng chuyến máy bay Volee Air Flight 180 sẽ bị nổ tung sau khi cất cánh. Alex cố gắng rời khỏi máy bay và gây ra một cuộc ẩu chiến với bạn mình. Kết quả, anh, một giáo viên dạy thể dục, và một vài học sinh khác bị đuổi ra khỏi máy bay. Chỉ vài phút sau đó, qua cửa sổ kính, họ chứng kiến cảnh máy bay bị nổ tung tại nhà đón khách của sân bay. Trong lúc họ cảm thấy nhẹ nhõm vì thoát chết, cơn ác mộng lại ập đến khi thần Chết lần lượt cướp đi sinh mạng từng người một trong số họ.

## Diễn viên và vai diễn
Alexander Chance Browning (Devon Sawa): Alex, nhân vật chính của phim, có một giấc mơ chuyến máy bay 180 sẽ bị nổ tung. Anh cố gắng khuyên nhủ mọi người rời khỏi máy bay nhưng thất bại, chỉ có sáu người khác rời máy bay và chứng kiến thảm họa này. Trong "Danh sách Thần Chết", anh là người cuối cùng thiệt mạng (cái chết của anh diễn ra trong một sự kiện không rõ hoàn cảnh diễn ra trước khi phần 2 loạt phim bắt đầu).
Clear Riviers (Ali Larter): Clear là một người đơn độc ít có bạn bè, nhưng cô lại có một cảm giác đặc biệt với người bạn Alex trên máy bay. Cô  không bị tống ra khỏi máy bay như những người khác nhưng tự rời khỏi chỗ ngồi của mình để tránh sự va chạm. Đầu tiên, cô không tin khái niệm về "Sự sắp đặt của Thần Chết" nhưng dần dần sau đó cô lại tin tưởng. Trong "Danh sách Thần Chết", cô là người thứ sáu gặp tử nạn nhưng kết quả là người cuối cùng thiệt mạng (cái chết của cô ở phần 2 của phim).
William "Billy" Hitchcock (Sean William Scott): Trong chuyến bay 180, Billy là người rất may mắn khi đứng giữa cuộc ẩu chiến giữa Alex và Carter nhưng kết quả cũng bị tống ra khỏi máy bay. Anh là một người chuyên nói đùa trong nhóm nhưng không phải ai anh cũng kết bạn. Anh sẽ là người thứ năm chết trong chuyến máy bay đó nếu như anh không rời khỏi chuyến máy bay tử thần 180.
Carter Horton (Kerr Smith): Carter là một vận động viên và hơi du côn một tí, người không bằng lòng với Alex xuyên suốt tập phim vì nghĩ rằng Alex là một kẽ điên cuồng và đáng sợ. Thật sự thì trước khi vụ nổ của chuyến bay 180, cả Alex và Carter đã không hề ưa nhau. Carter buộc rời khỏi chuyến bay vì gây sự với Alex sau khi Alex nằm mơ thấy một điềm báo và nói rằng chuyến bay sẽ bị nổ tung. Carter là người thứ tư đáng lý sẽ chết trên máy bay.
Valerie Lewton (Kristen Cloke): Cô là cô giáo dạy môn thể dục của trường. Khi Alex và Carter ẩu đả với nhau trên máy bay, cô và một giáo viên khác rời khỏi vị trí ngồi của mình để dàn xếp hai học sinh này. Sau khi chứng kiến Alex, Carter và Bill buộc rời khỏi máy bay, cô nói với thầy giáo đó là nên trở về vị trí ngồi rồi cô sẽ trở lại sau. Tuy nhiên, khi chuyến bay 180 bị nổ, cô cảm thấy rất phiền muộn vì nghĩ rằng chính cô là người gián tiếp gây ra cái chết của thầy giáo đó. Cô không thích Alex và nghĩ rằng anh ta đâu đó là một phù thủy. Cô đáng lý là người thứ ba gặp tử nạn trên chuyến máy bay 180.
Terry Chaney (Amanda Detmer): Bạn gái của Carter. Cô hiền lành hơn nhiều bạn trai Carter của cô. Cô tự động rời khỏi máy bay 180 vì Carter bị đuổi ra ngoài. Terry cảm thấy rất mệt mỏi trước những thái độ không hay của Carter đối với Alex và đang có ý nghĩ sẽ chia tay với anh ta. Cô đáng lý là người thứ hai chết trên máy bay.
Tod Waggner (Chard E. Donella): Bạn thân của Alex. Khi Alex rời khỏi máy bay, anh trai của Tod, George, nói với Tod rằng nên đi theo Alex. George tử nạn trên máy bay và cha của Tod đổ hết tội lỗi cho Alex và tinh bạn giữa Tod và Alex đang trên đà nứt nẻ. Anh đáng lý là người đầu tiên chết trên máy bay.
Nhân viên Wiene (Daniel Roebuck): Điều tra vụ chuyến bay 180. Ông theo dõi Alex từng ly từng tí vì nghi ngờ Alex có liên quan đến vụ nổ chuyến bay 180.
Nhân viên Schreck (Roger Guenveur Smith): bạn của nhân viên Wiene.

## Cái chết
Đáng lý mọi người đều tử nạn trên chuyến máy bay 180 nhưng giấc mơ của Alex đã vô tình cứu 6 người thoát khỏi cái chết. Thứ tự những người tử nạn là: Tod, Terry, cô Lewton, Carter, Billy, Clear và Alex.
Tuy nhiên, thứ tự gặp tử nạn trên thực tế của nhân vật có phần khác tại vì một số người được cứu thoát và bị đẩy lùi về phía sau "danh sách thần Chết."

### Tod Waggner
Chết: Nghẹt cổ. Để hạn chế tối đa sự can thiệp, một con gió lốc ở ngoài thổi vào bên trong nhà làm cho cánh cửa phòng tắm đóng lại. Tod đang ở trong đó, nghe radio và không hể biết rằng nước ở đằng sau bồn vệ sinh đang từ từ chảy ra qua một khe hở nhỏ tạo thành một dòng chảy. Khi Tod đi ngang qua bồn tắm, anh trượt chân lên dòng chảy và té vào sợi dây treo quần áo. Sợi dây bị đứt ra khỏi tường và quấn thật chặt vào cổ của Tod mấy lần và treo anh ta trong bồn tắm. Anh ta cố gắng đứng dậy nhưng chỉ có thể làm hất tung những chai dầu gội và xà bông, làm cho chúng đổ đầy trong bồn và làm trơn trợt, ngăn chăn Tod có thể đứng dậy trên đôi chân của mình. Mạch máu trong mắt Tod từ từ bị đứt khi anh cố gắng lấy cây kéo trên bàn trong phòng tắm để cắt đứt sợi dây. Anh càng ngày càng yếu và cuối cùng tử nạn. Sau đó, dòng chảy nước từ từ chảy ngược trở lại vào khe hở và biến mất giống như là chưa bao giờ bị rò rĩ vậy.
Lưu ý: Cái chết của Tod là cái chết duy nhất trong loạt phim 4 tập Final Destination là cái chết thể hiện rõ sự cố tình trên phim: dòng nước chảy gây ra "tai nạn" này tự động trở về vị trí cũ gây ra hiện trường giống như là Tod tự tử trong phòng tắm. Những cái chết khác đều diễn ra giống như là các nạn nhân vô tình gặp tai nạn nhưng người xem đều biết rằng là do bàn tay thần Chết làm ra.

### Terry Chaney
Chết: Chấn thương. Trong khi đang ngồi trong một quán cà phê và nói chuyện với Clear. Alex nhìn thấy một chiếc xe buýt qua sự phản chiếu của cửa sổ. Khi Alex quay người lại thì anh chẳng thấy chiếc xe buýt đâu hết. Sau đó, Carter đang trên xe với Terry đi ngang qua và quyết định dừng lại để gây sự với Alex. Vừa lúc đó, cô giáo Lewton cũng có mặt. Carter nói rằng lý do cô Lewton rời khỏi trường học là vì những cái điềm báo vớ vẩn của Alex. Alex cố gắng khuyên mọi người rằng thần Chết đang kiếm họ và Clear cố gắng giải hòa giữa hai bên. Tuy nhiên, cuộc khẩu chiến giữa hai người càng ngày càng lớn làm cho Terry quyết định chia tay với Carter. Khi cô vừa bước ra khỏi xe, cô vừa la Carter nên bỏ qua vụ nổ của máy bay vừa từ từ bước lùi ra phía sau. Cuối cùng, cô ta nói Carter nên bỏ qua những chuyện chết chóc. Ngay lúc đó, Terry bước lên đường và ngay lối đi của xe buýt. Chiếc xe chạy nhanh và tông vào Terry làm cho cô ta chết tại chỗ, máu cô ta văng ra khắp nơi và dính vào mặt của một số người khác.

### Cô giáo Valerie "Val" Lewton
Chết: Dao đâm. Cô ta là người phải chịu đựng cái chết lâu và kinh hoàng nhất. Khi cô đang xếp đồ đạc vào thùng, cô làm một ly trà. Cô thấy một bóng đen phản chiếu trên bình nước nhưng khi cô quay lại thì chẳng thấy ai hết. Khi cô ta rót trà vào một chiếc ly, cô thấy nó có ghi hàng chữ tên trường học cô dạy. Hoảng sợ, cô đổ hết nước trà trong ly đi. Sau đó cô cố gắng giữ bình tĩnh. Cô lấy một chai rượu vodka trong tủ lạnh và đổ vào một chiếc ly. Nhiệt độ thay đổi đột ngột làm cho chiếc ly bị nứt nhưng cô lại không nhận thấy chuyện này. Cô uống ly rượu vodka đó khi cô bước vào phòng máy vi tính. Nước từ trong ly chảy ra rớt xuống nền nhà. Cô đặt ly rượu lên trên đầu màn hình vi tính, và rượu vodka chảy ra thấm vào máy vi tính làm cho nó bị bốc khói. Cô Lewton thấy được chuyện đó nên đến gần chiếc máy để xem xét. Bất ngờ, chiếc máy nổ và những mảnh thủy tinh từ màn hình vi tính bay thẳng vào cổ cô làm chảy máu rất nhiều khi cô cố gắng giật nó ra. Khi cô cố gắng cầm máu lại, một tia lửa trong màn hình bén vào ly rượu và tạo nên một cơn lửa chạy theo cô vào tận nhà bếp. Bếp lò bị cháy và làm nổ tung chai rượu vodka trên bàn, cô Lewton ngã xuống nền nhà. Cô cố gắng lấy tấm vải che bàn nhưng không hề biết rằng trên đó có một hộp dao. Khi cô kéo tấm vải, dao rơi xuống và đâm thẳng vào ngực cô. Alex kịp thời xuất hiện để cứu cô nhưng khi anh cố gắng rút dao ra khỏi ngực cô, bếp lò bị nổ tung làm ngã những chiếc ghế xuống và vô tình đụng vào chiếc dao làm cho nó đâm sau hơn vào người cô, dẫn đến cái chết của cô giáo. Sau khi Alex rút khỏi dao ra, anh nhận ra cô Lewton đã chết. Ngay lập tức, anh lật đật rời khỏi nhà và cả căn nhà cô bị nổ tung.

### Carter Horton (can thiệp)
Chết (can thiệp bởi Alex): Đè nát. Carter lái xe trên đường ray xe lửa để chứng minh rằng cái chết không hề có một khuôn mẫu nào hết. Khi chiếc xe lửa tới, anh ta chợt nghĩ rằng mình chưa muốn chết và bình tĩnh rời khỏi xe. Nhưng khi đó cánh cửa xe bị rơi vào trạng thái khóa và không thể mở ra được khi chiếc xe lửa đang tới gần. Carter cố gắng đề máy xe nhưng chiếc xe vẫn không khởi động. Alex chợt nhận thấy rằng thắt dây an toàn của Carter có thể xé ra được cho nên đã kéo Carter ra khỏi xe trước khi chiếc xe lửa tông vào chiếc xe hơi.

### William "Billy" HItchcock
Chết: Chặt đầu. Khi Billy la hét rằng Carter là người kế tiếp và cách tốt nhất là Carter không nên đứng gần cạnh anh ta, một dây xích của tàu hỏa đung đưa và đụng vào một mảnh kim loại còn sót lại từ chiếc xe hơi của Carter, làm cho nó bay thẳng vào Billy, cắt đứt nửa phần trên đầu của anh, làm anh chết ngay lập tức. Thân thể không đầu của anh ta đứng một hồi lâu rồi rơi xuống lề đường. (Nhóm bạn này không hề nhận ra một điều rằng tại thời điểm này, Alex đã làm thay đổi thứ tự chết bằng cách can thiệp vào cái chết của Carter.)

### Clear Rivers (can thiệp)
Chết (can thiệp bởi Alex): Hỏa thiêu. Trời nổi sấm sét liên tục khiến sợi dây điện thoại bị sét đánh tóe lửa, cản trở Clear thoát khỏi căn nhà. Khi cô ra khỏi nhà được, con chó của cô cố gắng sủa để cho sợi dây mang dòng điện sợ (tất nhiên, chuyện này không thể nào xảy ra.) Clear cố gắng cứu thoát con chó và thành công. Sợi dây mang điện rơi vào hồ làm cho nước văng lên người cô. Cô cố gắng trèo lên cạnh nhà để thoát thân. Dòng điện trong sợi dây điện bắn lửa làm cho chiếc ti vi bị nổ khi cô vừa đặt chân xuống. Cô chạy thật nhanh ra ngoài garage, tất cả những vật dụng điện tử cô vừa chạy qua đều bị nổ. Khi cô vừa ra khỏi garage, cô nhảy lên xe và nhận ra rằng chiếc điều khiển từ xa của cánh cửa garage bị hư. Cô quyết định lùi xe về cửa trước nhưng khi cô làm như vậy, thanh trục xe rớt ra và đâm vào ca-pô của ô tô, làm cho chiếc xe không thể nào di chuyển được nữa. Sợi dây mang điện rớt vào ngày chiếc xe của cô làm cho cô không thể tiếp xúc vào bất cứ vật gì trong xe cô nếu như cô không muốn bị giật đến chết. Alex xuất hiện kịp thời, dùng cái xẻng và đập mạnh vào sợi dây điện đang tóe lửa, vô tình làm cho nó rơi ngay vào bình nhiên liệu prô-ban và làm cho nó cháy phía dưới một bình ga trong khi ga đang bị rò rĩ chảy ra ngoài. Xăng từ chiếc xe của cô chảy ra ngoài và tiến thẳng đến bình nhiên liệu prô-ban và bén lửa vào vòi xịt propane, nhiệt độ tăng lên khiến cho bình xăng có thể nổ vào lúc này. Alex lật đật chụp lấy chiếc dây điện tóe lửa vất ra khỏi chiếc xe của cô, cho nên Clear mới có thể thoát chết được. Khi cô vừa ra khỏi xe, chiếc xe bị nổ nhưng cô sóng sót, còn Alex thì bị điện giật.

### Alexander Chance Browning (can thiệp)
Chết (can thiệp bởi Carter): Chấn thương. Sáu tháng sau khi tai nạn xảy ra. Alex, Clear, và Carter cuối cùng cũng đến được Paris và ngồi vào một quán cà phê. Một khoảng thời gian dài không có chuyện gì xảy ra khiến cho họ tin rằng họ đã thoát khỏi bàn tay của tử thần và họ bây giờ có cơ hộ để sống tới trọn đời. Alex vẫn hoang mang không biết thần Chết có săn lùng họ nữa không nhưng Carter nói rằng chỉ cần Alex còn sống thì cả Carter và Clear vẫn sống. Alex có cảm giác rằng có chuyện gì đó sẽ xảy ra qua những dấu hiệu như là một người hát dạo đang hát bài "Rocky Mountain High" và rời ngay khỏi nhà hàng vì không muốn làm nguy hiểm đến ai hết. Khi Alex băng qua đường, một chiếc xe buýt chạy tới và né anh nên đâm vào cây đèn đường, làm cho nó rớt xuống mặt đường và trúng vào một bảng quảng cáo bên trên quá cà phê. Bảng quảng cáo bị rớt ra và bay đung đưa thẳng vào Alex đang nằm ở trên đường. Carter đẩy Alex ra xa và cứu thoát anh.
Tuy nhiên, về sau, Alex chết vì một viên gạch rơi trúng đầu anh (cảnh không có trong phim nhưng được tiết lộ ở phần 2).

### Carter Horton
Chết: Va chạm. Khi Alex vừa thoát khỏi cái chết bởi chiếc bản đèn neon gây ra, Carter nhìn thẳng vào Alex ra vẻ chiến thắng.
"Tôi đã nói với bạn là bạn là người kế tiếp mà!"
"Nó vừa bỏ qua tôi."
"Vậy ai là người tiếp theo?"
Chiếc bản đèn neon bay ngược trở lại ở phía sau lưng Carter và đập anh thật mạnh ở mặt đường (không có chiếu trên phim). Nếu nhìn kĩ, dấu hiệu của bảng quảng cáo là "Le Cafe Miro81." Khi chiếc bảng hiệu bay ngược lại, nó trở thành "18o" tức là số máy bay của chuyến bay bị nổ ở đầu phim.
Thật sự thì mỗi hình thức chết đều được ẩn dụ ở đầu phim. Khi máy quay phim quay một vòng trong phòng ngủ Alex, chiếc máy quay có chiếu một số hình ảnh mà diễn tả những cái chết của các nạn nhân sau này. Thí dụ như là hình ảnh một con búp bê bị treo ẩn ý đến cái chết của Tod, hay cuốn sách nói về Cách mạng Pháp có hình ảnh một máy chém liên tưởng trực tiếp đến cái chết của Billy Hitchcock.

### Alexander Chance Browning (kết thúc khác)
Chết: Hỏa thiêu. Phần kết thúc khác trong DVD khi phát hành có một đoạn phim ngắn miêu tả Alex cứu Clear trước khi anh chụp lấy dây điện đang tóe lửa và hất nó ra xa. Nhưng lần này, anh bị lửa thiêu đến chết.

## Xếp loại
Ở Hoa Kỳ, Final Destination được xếp loại vào hạng mục "R" vì có những lời thoại không hay và phim đầy tính bạo lực, khủng khiếp.

## Kết thúc khác
Cảnh ở trên bãi biển nơi Clear nói với Alex rằng họ nên làm một chuyện gì đó thật vĩ đại khi họ còn thời gian. Clear và Alex đã ăn nằm với nhau và Clear đã mang thai (cảnh Clear phát hiện mình có mang bị xoá). Khi Clear đang gần cận kề thần Chết, Alex đã cứu cô ta khỏi vụ nổ xe hơi nhưng đã hy sinh vì làm chuyện đó. Chín tháng sau, cô ta sinh ra một em bé trai và đặt tên là Alex. Vì việc này mà Clear đã hủy hoại "danh sách Tử thần" vì Clear đã tạo ra một sự sống mới. Cô và Carter sau đó trở thành bạn thân và họ viếng thăm những người tử nạn ở chuyến bay 180. Clear khẳng định rằng họ chỉ có thể đánh bại thần Chết một lần duy nhất trong đời vì bất kì ai rồi cũng sẽ có ngày nhắm mắt. Một chiếc lá rớt xuống và hàng chữ credit hiện lên...
Kết thúc này không được hài lòng cho lắm vì khi Clear mang thai làm cho khán giả có thể đoán trước được phim sẽ có kết thúc ra sao. Đồng thời, khán giả sẽ không thích vì sao một nhân vật phản diện như Carter lại có cơ hội thứ hai sống sót trong khi nhân vật chính diện Alex lại hy sinh. Khi kết thúc thứ hai được thử trên màn ảnh (tức kết thúc chính thức), mọi người đều vỗ tay hân hoan khi Carter bị chiếc đèn bảng hiệu tông vào. Mặc dù trở thành kết thúc chính của bộ phim, những người làm phim lại thích kết thúc ban đầu của phim hơn.

## Thông tin bên lề
- Dựa trên kịch bản chưa sử dụng trong loạt phim truyền hình The X-Files. Phim này được đạo diễn bởi bàn tay của James Wong, người làm việc trong The X-Files.
- Rất nhiều nhân vật có tên được lấy từ tên diễn viên và đạo diễn thuộc thể loại kinh dị kinh điển, bao gồm Alfred Hitchcoco, Max Schreck, và nhiều người khác. Clear được đặt tên sau một người thư ký. Tên của Clear ban đầu là Kimberly trong phần đầu kịch bản, tên này được đặt cho nhân vật chính diện trong phần 2 của bộ phim. Tên của Tod Waggmer trong tiếng Đức có nghĩa là "chết."
- Tại cảnh xe buýt, khi Carter và Terry đang lái trên chiếc xe của Carter, bài hát "Into The Void" do Nine INch Nails trình bày được phát trên radio và cụm từ "final destination" có thể nghe thấy.
- Bài hát Rocky Mountain High của John Denver được chơi liên tục xuyên suốt bộ phim trước khi những nạn nhân gặp tử nạn (Denver trên thực tế cũng qua đời trong một vụ nổ máy bay vào năm 1977.) Khái niệm này được sử dụng một lần nữa cho Final Destination 3 khi bài hát "Turn Around, Look At Me" được thể hiện trước khi nhiều cái chết diễn ra.

## Liên kết
- Final Destination trên Internet Movie Database
- Kerr's Secret -- A Kerr Smith Fansite
- Final Destination Clip Lưu trữ ngày 12 tháng 10 năm 2007 tại Wayback Machine plane crash scene